# فرودگاه شهری گولد بیچ
فرودگاه شهری گولد بیچ (به انگلیسی: Gold Beach Municipal Airport) یک فرودگاه همگانی با کد یاتا GOL است که یک باند فرود آسفالت دارد و طول باند آن ۹۷۵ متر است. این فرودگاه در کشور ایالات متحده آمریکا قرار دارد و در ارتفاع ۵ متری از سطح دریا واقع شده‌است.